# گدروزی

گدروزی (به یونانی: Γεδρωσία، به بلوچی: گدرۏچ)، نامی که یونانیان به بلوچستان داده‌اند. هرودت تاریخ‌دان یونانی گدروزی را یکی از ساتراپی‌های هخامنشیان برشمرده است.
بسیاری از مورخان ، ساتراپی گدروزیا را منطبق بر ساتراپی مکا دانسته اند و تمایزی بین این دو ساتراپی قائل نمی‌شوند و بر این باوراند که گدروزیا نامی بوده است که از سوی یونیان به ساتراپی مکا اطلاق می شده است. بنا به گفته مورخ و ایران شناس المانی  والتر هینتس کوروش بزرگ برای فتح گدروزیا به این کشور یورش برد اما در شکستی سهمگین تمامی لشکر خود را از دست داد. در ادامه راه فرزندان کوروش بزرگ نیز به این نقطه حمله کردند اما در جنگ شکست خورده و موفق به فتح گدروزیا یا مکران نشدند. نهایتا این سرزمین توسط داریوش بزرگ فتح شد و گدروزیا به عنوان یکی از ساتراپ های هخامنشی در آمد. پیش از فتح مکران پورا پایتخت گدروزیا بود که در حال حاضر به عنوان بمپور شهر تاریخی بلوچستان یاد می شود.
اما علت مشهوریت گدروزیا میان یونانیان این بود که زمانی که اسکندر مقدونی به همراه لشکر خود و غنایم هندوستان از جنگ هند بازمی گشت در راه به دره سند و کشور گدروزیا رسید. جنگ بزرگی بین مکرانی ها و اسکندر مقدونی رخ داد که طی این جنگ اسکندر بیش از نصفی از لشکر خود به همراه کل غنایم هندوستان از دست داد و به سختی توانست جان سالم از مکران به در ببرد.  امروزه مردمان بلوچ در تمامی این مناطق اعم از کشور های حاشیه خلیج فارس حضور دارند.